# ACD Trissino-Valdagno
Die Associazione Calcio Dilettantistica Trissino-Valdagno ist ein italienischer Fußballverein aus Trissino und Valdagno. Der Verein wurde 2012 gegründet und trägt seine Heimspiele im Stadio dei Fiori aus, das Platz bietet für 6.000 Zuschauer. Der Vorgängerverein Valdagno Calcio spielte insgesamt zehn Jahre in der Serie B und ist derzeit in der Serie D, der fünfthöchsten Spielklasse in Italien, zu finden.

## Geschichte
Der Associazione Calcio Dilettantistica Trissino-Valdagno entstand im Jahre 2012 aus einer Fusion der beiden Klubs AC Nuova Valdagno und ACD Trissino. Erstgenannter Verein kann dabei durchaus auf eine lebhafte Historie verweisen, die ihm insgesamt zehn Spielzeiten in der Serie B, der zweithöchsten Spielklasse des italienischen Fußballs, einbrachte. Das damalige Marzotto Valdagno schaffte in der Serie C 1950/51 durch einen ersten Platz in der Girone B den Aufstieg in die Zweitklassigkeit. Dort hielt man sich im ersten Jahr unter dem neuverpflichteten englischen Trainer Jesse Carver, 1950 noch Meister mit Juventus, mit Platz vierzehn nur knapp, einzig zwei Punkte trennten Valdagno vom ersten Absteiger AC Venedig. Danach vermochte der Verein es aber, sich mehr und mehr in der Serie B zu etablieren. In der Spielzeit 1957/58 gelang gar das Erreichen des vierten Tabellenplatzes, bis heute das beste Ligaergebnis von Valdagno überhaupt. In jener Saison musste man nur der US Triestina, dem AS Bari sowie dem AC Venedig den Vortritt lassen und verfehlte den Aufstieg in die Serie A um sechs Punkte gegenüber den Süditalienern aus Bari. Nach diesem Höhepunkt in der Vereinsgeschichte ging es dann jedoch langsam bergab für Marzotto Valdagno. Schließlich beendete man die Serie B 1960/61 auf dem zwanzigsten und letzten Tabellenplatz, was nach zehn Jahren den Wiederabstieg in die Serie C bedeutete. Davon sollte sich Marzotto Valdagno nicht wieder erholen, bis zum heutigen Tag machte der Verein seit 1961 kein einziges Zweitligaspiel mehr. Stattdessen folgte nach einigen Drittligajahren der Absturz über die vierte Liga bis in die absolute Bedeutungslosigkeit des italienischen Vereinsfußballs. Es folgten zahlreiche Namenswechsel und 2005 war Valdagno dann zum ersten Mal bankrott und wurde neu gegründet. Als AC Nuova Valdagno spielte man nun bis 2012 in der Promozione und in der Eccelenza Venetien, ehe man sich erneut auflöste.
Der andere Fusionsverein, ACD Trissino, kann hingegen auf keine vergleichbare Tradition zurückblicken. Die Mannschaft spielte im Prinzip die gesamte Zeit ihres Bestehens in unteren Spielklassen des italienischen Fußballs. Im Sommer 2012 vereinigte man sich dann mit dem AC Nuova Valdagno und spielt fortan in der Serie D, Italiens fünfthöchster Liga.

## Erfolge
- Serie C: 1× (1950/51)

## Bekannte Spieler
- Roberto Anzolin, einmaliger italienischer Nationaltorhüter und WM-Teilnehmer von 1966, stammt aus der Jugend des damaligen Marzotto Valdagno, später bei US Palermo und Juventus Turin
- Giorgio Biasiolo, langjähriger Spieler des AC Mailand und mit dem Verein auch dreifacher italienischer Pokalsieger, entstammt der Jugend von Valdagno und spielte von 1964 bis 1968 in der ersten Mannschaft des Vereins
- Enea Masiero, erfolgreicher Spieler von Inter Mailand und Sampdoria Genua, begann seine Laufbahn im Trikot von Marzotto Valdagno und spielte für den Verein von 1951 bis 1955 in dessen Serie-B-Zeit
- Ferruccio Mazzola, Sohn des legendären Valentino Mazzola und Bruder Sandro Mazzolas, spielte unter anderem bei Inter Mailand, dem AC Venedig und Lazio Rom, 1964 bis 1965 bei Marzotto Valdagno aktiv
- István Nyers, ungarischer Spieler, der lange in Italien spielte, feierte Erfolge mit Ambrosiana-Inter und später beim AS Rom, 1960 bis 1961 Karriereausklang bei Marzotto Valdagno in deren letzter Serie-B-Saison

## Bekannte Trainer
- Osvaldo Fattori, als Spieler Teilnehmer an der Fußball-Weltmeisterschaft 1950, später Coach beim AC Brescia oder Sambenedettese Calcio, 1959 bis 1961 bei Marzotto Valdagno auf der Trainerbank
- Čestmír Vycpálek, tschechoslowakischer Trainer in Italien, feierte vor allem bei Juventus Turin einige Erfolge und coachte zudem beispielsweise die US Palermo, 1962 bis 1964 Trainer bei Marzotto Valdagno